# Sergio Paganella
Sergio Paganella (Serravalle a Po, 1º agosto 1911 – Milano, 2 giugno 1992) è stato un cestista, allenatore di pallacanestro e imprenditore italiano.

## Carriera
Nato a Libiola, frazione di Serravalle a Po, Paganella si trasferisce giovane a Milano. Inizia nella Società Sportiva Santo Stefano di Milano, da cui è libero di trasferirsi il 25 novembre 1930.
Viene quindi ingaggiato dalla Borletti. Con la squadra milanese vince quattro scudetti ed ha la possibilità di giocare in nazionale.
Con gli azzurri disputa l'Europeo 1935, le Olimpiadi 1936 e l'Europeo 1937, arrivando al secondo posto in Lituania nel 1937.
Ritiratosi nel 1940, a causa della guerra (viene chiamato alle armi nel Battaglione San Marco), al termine del conflitto riprende l'attività sportiva praticando pallanuoto, sci, tennis, pugilato e ginnastica. Si sposa nel 1947 con Iris Letizia Ballerani, da cui ha 2 figlie, Bianca Luigia (1947) e Ada Roberta Bella (1948).
Si laurea in Economia nel 1935; lavora prima alla Borletti, poi apre una piccola impresa di impianti termosanitari che chiude nel 1986.

## Palmarès
- Campionato italiano: 4

Olimpia Milano: 1935-36, 1936-37, 1937-38, 1938-39
- Campionato italiano femminile: 1

Canottieri Milano: 1942-43